# Normalitetsbias
Normalitetsbias hänvisar till ett mentalt tillstånd som infinner sig inför en katastrof. Det gör att folk underskattar både möjligheten att en katastrof verkligen inträffar samt dess eventuella effekter. Detta resulterar ofta i situationer där människor inte är tillräckligt förberedda för en katastrof och i större skala till att regeringar misslyckas att inkludera landets befolkning i sina  förberedelser inför katastrofer. Antagandet som görs i fallet med normalitetsbias är att eftersom en katastrof aldrig har drabbat personen tidigare så kommer det därför aldrig att inträffa. Det resulterar också i en oförmåga hos människor att hantera en katastrof när det väl inträffar. Personer med normalitetsbias har svårt att reagera på något de inte har upplevt tidigare. De tenderar också att tolka varningar på så optimistiska sätt som är möjligt och tillvaratar varje tvetydighet för att dra slutsatser om att situationen är mindre allvarlig än den egentligen är. 
Normalitetsbias kan orsakas delvis av hur hjärnan bearbetar nya data. Forskning tyder på att även när hjärnan är lugn tar det 8-10 sekunder att bearbeta ny information. Stress bromsar processen och när hjärnan inte kan finna ett acceptabelt svar på en situation så fixerar den på en enda lösning, oavsett om den är den korrekta eller inte. 